# Arquidiocese de Samoa-Apia
A Arquidiocese de Samoa-Apia (Archidiœcesis Samoa-Apiana) é uma circunscrição eclesiástica da Igreja Católica situada em Apia, Samoa. Seu atual arcebispo é Mosese Vitolio Tui. Sua Sé é a Catedral da Imaculada Conceição de Apia.
Possui 49 paróquias servidas por 72 padres, contando com 189.000 habitantes, com 16,6% da população jurisdicionada batizada (31.400 batizados).

## História
A primeira evangelização da ilha de Samoa começou em 1845 por obra dos padres Maristas.
O Vicariato Apostólico do Arquipélago dos Navegadores ou Samoa foi erigido em 20 de agosto de 1850, recebendo o território do Vicariato Apostólico da Oceania Central (atual Diocese de Tonga).
Em 4 de janeiro de 1957 assume o nome de Vicariato Apostólico de Samoa e Tokelau.
Em 21 de junho de 1966 por força da bula Prophetarum voces do Papa Paulo VI o vicariato apostolico foi elevado a diocese e assume o nome de Diocese de Apia.
Em 10 de agosto de 1974 a diocese assumiu o nome de Diocese de Apia e Tokelau, e em 3 de dezembro de 1975 mudou novamente em favor de Diocese de Samoa e Tokelau.
Em 10 de setembro de 1982 cedeu uma parte do seu território em vantagem da ereção da Diocese de Samoa-Pago Pago e, ao mesmo tempo, por força da bula Maiorem ad utilitatem do Papa João Paulo II a diocese foi elevada à dignidade de arquidiocese metropolitana e passa a usar o nome de Arquidiocese de Samoa-Apia e Tokelau.
Em 26 de junho de 1992 a arquidiocese é dividida, dando origem à presente arquidiocese e à Missão sui iuris de Tokelau.

## Prelados
|                          | Nome                            | Período    | Notas                            |
| Arcebispos               | Arcebispos                      | Arcebispos | Arcebispos                       |
| ------------------------ | ------------------------------- | ---------- | -------------------------------- |
| 3º                       | Mosese Vitolio Tui, S.D.B.      | 2024-      | Atual                            |
| 2º                       | Alapati Lui Mata'eliga †        | 2002-2023  |                                  |
| 1º                       | Pio Cardeal Taofinu'u, S.M. †   | 1992-2002  |                                  |
| Bispos                   |                                 |            |                                  |
| 6º                       | Pio Cardeal Taofinu'u,S.M. †    | 1968-1992  | Elevado à Arcebispo              |
| 5º                       | George Hamilton Pearce, S.M. †  | 1956-1967  | Nomeado Arcebispo de Suva        |
| 4º                       | Jean Baptiste Dieter, S.M. †    | 1953-1955  |                                  |
| 3º                       | Joseph Darnand, S.M. †          | 1919-1953  |                                  |
| 2º                       | Pierre-Jean Broyer, S.M. †      | 1896-1918  |                                  |
| 1º                       | Pierre Bataillon, S.M.          | 1850-1870  |                                  |
| Bispos Auxiliares        |                                 |            |                                  |
|                          | Patrick Vincent Hurley, C.Ss.R. | 1981-1992  |                                  |
| Administrador Apostólico |                                 |            |                                  |
|                          | Peter Hugh Brown, C.Ss.R.       | 2023-2024  | Bispo emérito de Samoa-Pago Pago |
|                          | Jean-Amand Lamaze, S.M. †       | 1879-1896  |                                  |
|                          | Aloys Elloy, S.M. †             | 1870-1878  |                                  |